# Dorfkirche Marienfelde

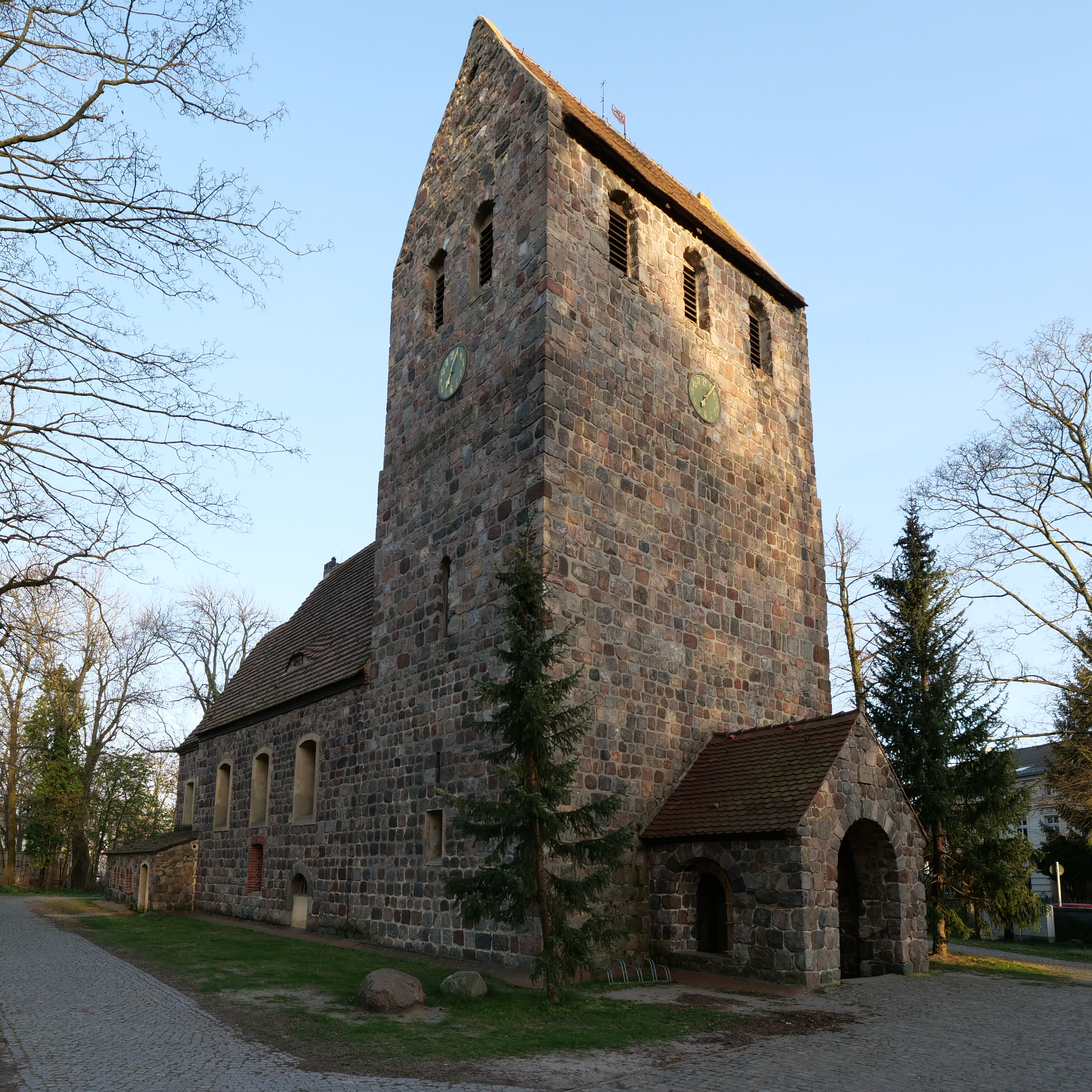
Dorfkirche Marienfelde, 2020

Die Dorfkirche Marienfelde im Berliner Ortsteil Marienfelde ist der Mittelpunkt des zentralen Dorfangers. Traditionell wird mit Kurt Pomplun behauptet, die Feldsteinkirche sei „um 1220“ errichtet worden und damit „unzweifelhaft die älteste aller Dorfkirchen Berlins und eine der ältesten der Mittelmark“. Ein 1995 gefundener Dachbalken wurde dendrochronologisch auf 1230 datiert; da er jedoch in Zweitverwendung war, kann die Kirche kaum vor 1240 entstanden sein. Dennoch zählt sie unzweifelhaft zu den ältesten Dorfkirchen in Berlin und der Mittelmark, wo eine mit Sicherheit ältere Dorfkirche nicht bekannt ist.

## Entstehung
Die Feldsteinkirche ist etwa 1240 auf einem bestehenden Begräbnisplatz errichtet worden, denn christliche Begräbnisse fanden sich unter der Kirche (Skelettgrube mit Glasabdeckung in der Turmhalle). Es ist daher davon auszugehen, dass es schon vorher an diesem Standort einen hölzernen Kirchenbau gab. Die Behauptung der lokalen Heimatforschung (ohne Quellenbeleg), die Feldsteinkirche sei von der Bauhütte des Klosters Zinna errichtet worden, ist unhaltbar, denn die kunsthistorische Forschung hat generell keine Belege für den „Mythos“ von Bauhütten der Zisterzienser finden können (vgl. Problematische heimatkundliche Vorstellungen über die [Berliner] Dorfkirchen).
Das Datum von Baubeginn und Fertigstellung ist, wie bei anderen mittelalterlichen Bauten auch, nicht überliefert und kann nur aus kunsthistorischen und archäologischen Befunden eingegrenzt werden. Als hartes Faktum ist der dendrochronologische Befund an einem Dachbalken festzuhalten, der von 1230 stammt. Das berechtigt zu der Vermutung, dass die Kirche um 1231/1232 fertiggestellt wurde. Bearbeitungsspuren an diesem Balken zeigen jedoch, dass er vorher für einen anderen Zweck verwendet wurde. Die Dendrochronologie geht in solchen Fällen der Zweitverwendung davon aus, dass zwischen dem Fälldatum (hier: 1230) und der Zweitverwendung mehr als nur ein oder zwei Jahre gelegen haben. Selbst bei einem Datum von etwa 1240 spricht aber einiges dafür, dass die Dorfkirche Marienfelde älter ist als ihre Konkurrenten in Karow und Biesdorf, somit als älteste bekannte Dorfkirche in Berlin anzusehen ist.
Für die Annahme, dass andere Kirchenbauten in Berlin älter sind, konnten keine Belege gefunden werden (siehe Dorfkirche Karow, dem angeblich ältesten Kirchenbau auf dem Barnim; unwahrscheinlich: Dorfkirche Biesdorf). Indessen hatte die heutige Dorfkirche Tempelhof (um 1250) einen steinernen Vorgängerbau, der anlässlich des Wiederaufbaus der kriegszerstörten Dorfkirche Tempelhof archäologisch festgestellt wurde. Der Ausgräber setzte diesen Bau, der wohl im Teltow-Krieg um 1239–1245 brandzerstört wurde, in die Zeit um 1200. Dafür spricht, dass die Kirche des Komturhofs der Tempelritter wohl älter sein musste als die Kirche im Templer-Filialdorf Marienfelde.
Die Kirche ist spätromanisch mit gotischen Anbauten (Sakristei). Die zwischen 1,10 und 1,75 Meter starken Mauern, die ursprünglich schlitzartigen Fenster und die schweren Türen (gesichert durch hölzerne Sperrbalken) zeugen von der Schutzfunktion des Kirchenbauwerks. Bemerkenswert ist die Kirche auch, weil sie von vornherein auf dem kompletten Grundriss begonnen, also nicht Bauteil nach Bauteil erbaut wurde. Sie ist im Stadtgebiet von Berlin die einzige vollständige Anlage mit Westturm (der die volle Breite des Kirchenschiffs hat), Langhaus, Chor und Apsis, die – anders als das einzige andere Berliner Vergleichsbeispiel einer vierteiligen Apsiskirche, die Dorfkirche Mariendorf –  bis zum querstehenden Satteldach des Turms kontinuierlich vollendet wurde. Trotz einiger späterer Anbauten (Sakristei, Herrschaftsloge, Vorhalle) ist sie in ihrer ursprünglichen Gestalt noch immer gut erkennbar. Einmalig in Berlin ist auch das Vorhandensein von drei rundbogigen Portalen im Turm (Süd, West und Nord). Auch die kleinen, hochsitzenden Fenster hatten Rundbögen. Mit Ausnahme des Westportals sind alle rundbogigen Öffnungen zugesetzt worden; die Spuren sind im Mauerwerk zum Teil noch erkennbar. Nach der Reformation sind größere Fenster eingebrochen worden, um mehr Licht für das Lesen der neu eingeführten Gesangsbücher zu haben.

## Weitere Baugeschichte

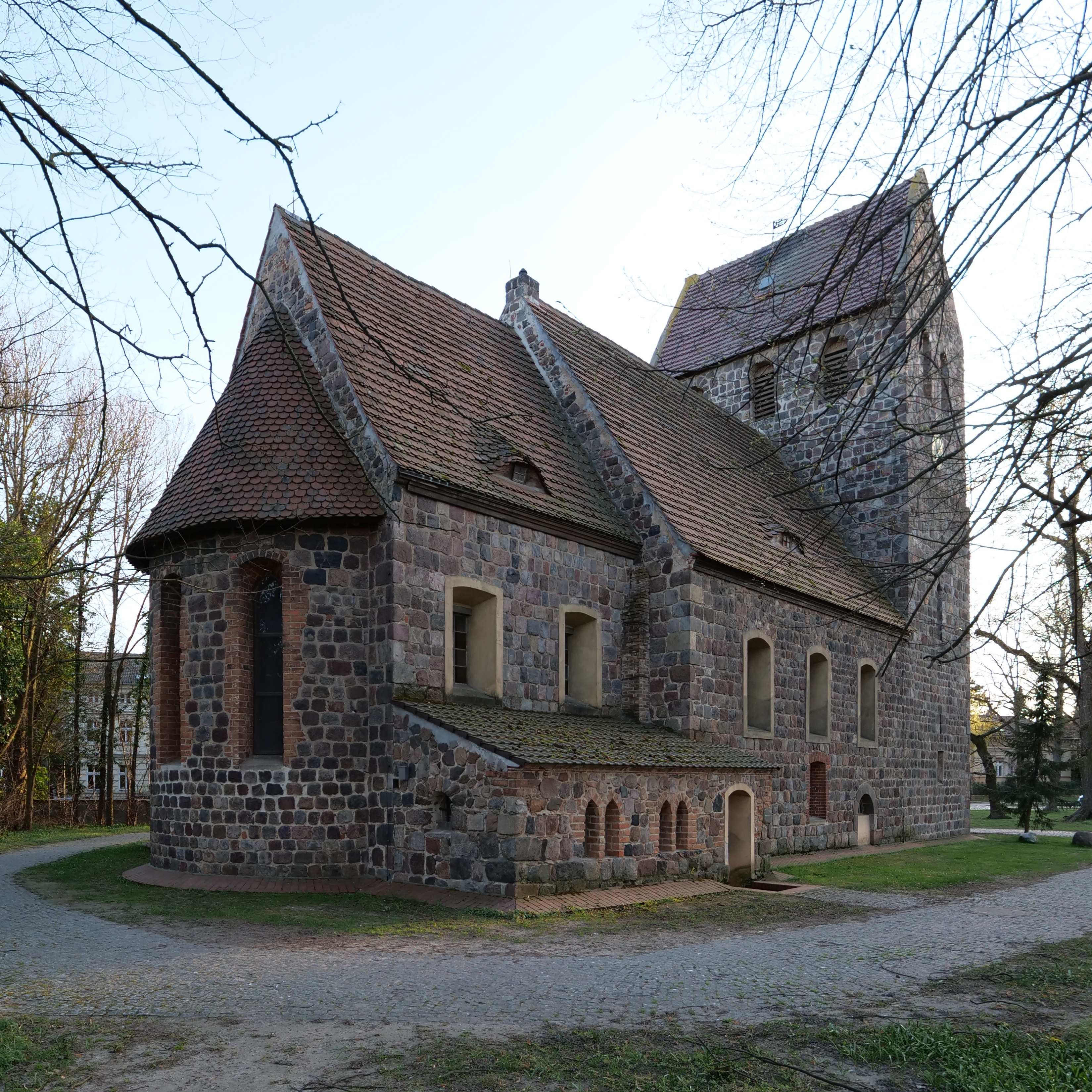
Rückansicht der Kirche mit dem Rest der ehemaligen Patronatsloge (heute: Heizkeller), 2020

Etwa in der Mitte des 14. Jahrhunderts wurde an der Südwand des Chors eine Sakristei angebaut, deren Giebel mit Spitzbogenblenden aus roten Backsteinen geziert ist. Etwa um 1400 erhielt auch die Nordseite des Chors einen Anbau, der 1835–1837 zur Patronatsloge ausgebaut wurde. Die Art des Gewölbes (Tonnengewölbe, Fachdecke) wechselte mehrfach. Um 1456 erhielt die Kirche ein neues Turmdach und 1595 auch ein neues Chordachwerk.
Nach Einführung der Reformation wurde sie 1539 innen umgestaltet. Chorgestühl und Chorschranke wurden entfernt. Von 1595 stammt die Windfahne, deren Nachbildung heute den Turm krönt. 1624 wurde der Altar und 1629 der Taufstein neu gestiftet. Der Taufstein mit dem Adler der Stadt Cölln steht noch heute in der Kirche. Ein Kanzelaltar ersetzte den Bildaltar von 1624. 1712 sowie 1782–1804 kam es zu kleineren Renovierungen und Umbauten.
Zwischen 1920 und 1921 wurde die Kirche unter der Leitung des in Marienfelde wohnhaften Architekten Bruno Möhring restauriert und umgestaltet. Die Seitenemporen und der Kanzelaltar von 1835 wurden entfernt. Die Orgelempore wurde in den Turm hinein erweitert und eine Tonnendecke wurde eingebaut. Neu geschaffen wurde die Eingangssituation. Die Seitentüren wurden verschlossen und vor das originale Westportal wurde eine Vorhalle gesetzt. Die Schwelle des Portals sitzt etwa 60 Zentimeter tiefer als die oberste Treppenstufe der Vorhalle. Das bedeutet, dass der Erdboden um die Kirche während der 800 Jahre ihres Bestehens um etwa 60 Zentimeter „emporgewachsen“ ist, durch Bruchmaterial bei vorauszusetzenden Kirchenbränden, vor allem des Dachstuhls, und Erdaushub für die Gräber.
Den Zweiten Weltkrieg überstand die Dorfkirche weitgehend unbeschadet. 1953–1958 wurden die Patronatsloge entfernt und im Chorquadrat zwei Fenster eingesetzt. Der verbliebene Anbau dient jetzt als Heizkeller und stört den Anblick der Perfektion der „vollständigen Anlage“. Die Wandmalereien im Jugendstil von Bruno Möhring wurden durch Überstreichen entfernt. Die Fenster der Apsis wurden mit Glasarbeiten zum Thema  Schöpfungsgeschichte von Georg Lippmann neu gestaltet.

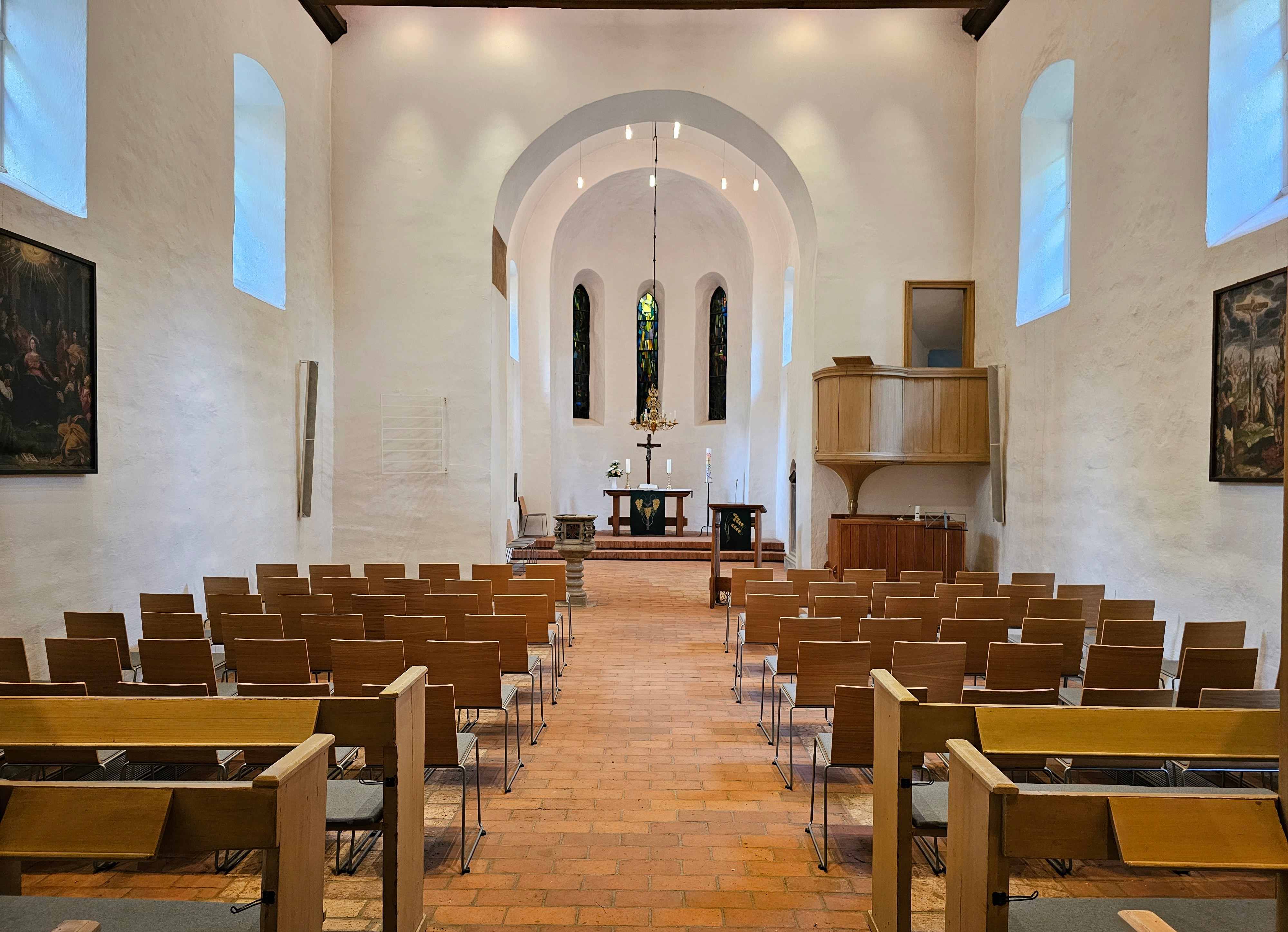
Innenraum, 2023

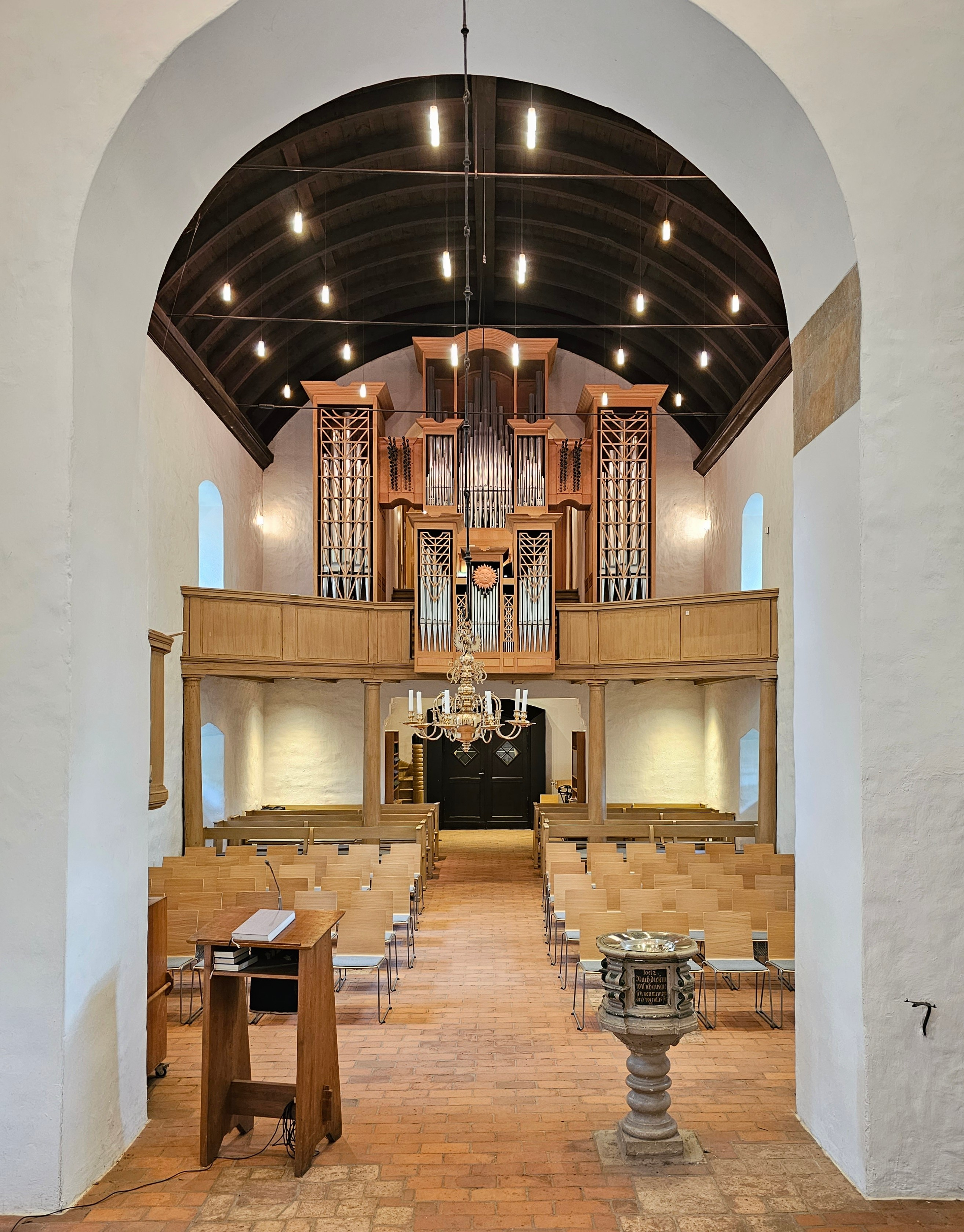
Innenraum, Blick zur Orgel, 2023

Im Rahmen von Instandsetzungen zwischen 1993 und 1997 wurden 1994 archäologische Untersuchungen im Inneren der Kirche vorgenommen. Dabei wurden 20 Grabstellen freigelegt, die teilweise aus der Zeit vor der Erbauung der Kirche stammen. Ein männliches Skelett wurde an seiner Fundstelle im Turmeingang belassen und kann durch eine Glasabdeckung betrachtet werden. Archäologisch ähnlich interessant war das Auffinden der Pfostenlöcher für das mittelalterliche Baugerüst auf der Innenseite der Apsis. Eine neue Orgel macht die Dorfkirche seit 1994 zu einem begehrten Ort für Orgelkonzerte. 1997 wurde ein neuer Altar aufgestellt.
Bis Oktober 1889 war der Kirchhof um die Dorfkirche die Begräbnisstätte für Marienfelde. Dann wurde der neue Friedhof der evangelischen Kirchengemeinde Marienfelde nördlich der Dorfaue eingeweiht. Auf dem alten Kirchhof sind einige Grabmale noch erhalten. Verblieben und nach 1889 weiter genutzt ist die Grablege der Familie Adolf Kiepert.

## Orgel
Die Orgel wurde 1994 von der dänischen Orgelbaufirma Th. Frobenius og Sønner Orgelbyggeri A/S erbaut. Das Instrument hat 32 Register auf drei Manualen und Pedal. Das Glockenspiel wurde 2004 hinzugefügt.
| I Rückpositiv C–g3 |                 |        |
| 01.                | Gedackt         | 8′     |
| 02.                | Ital. Prinzipal | 4′     |
| 03.                | Quintatön       | 8′     |
| 04.                | Holzflöte       | 4′     |
| 05.                | Nassat          | 2 ⁄3′  |
| 06.                | Waldflöte       | 2′     |
| 07.                | Terz            | 1 3⁄5′ |
| 08.                | Quinte          | 1 ⁄3′  |
| 09.                | Scharff III     |        |
| 10.                | Regal           | 8′     |
|                    | Tremulant       |        |

| II Hauptwerk C–g3 |            |        |
| 11.               | Prinzipal  | 08′    |
| 12.               | Rohrflöte  | 08′    |
| 13.               | Spitzgamba | 08′    |
| 14.               | Octave     | 04′    |
| 15.               | Blockflöte | 04′    |
| 16.               | Quinte     | 02 ⁄3′ |
| 17.               | Oktave     | 02′    |
| 18.               | Mixtur IV  | 02′    |
| 19.               | Cymbel III | 01⁄2′  |
| 20.               | Dulzian    | 16′    |
| 21.               | Trompete   | 08′    |
|                   | Tremulant  |        |

| III Solowerk C–g3 |                              |    |
| 22.               | Tromboncini (horizontal)     | 8′ |
| 23.               | Tromboncini (horizontal)     | 4′ |
| 24.               | Glockenspiel (Röhrenglocken) |    |

| Effektregister |             |
|                | Zimbelstern |
|                | Humlebi     |
|                | Nachtigall  |

| Pedal C–f1 |                       |     |
| 25.        | Subbass               | 16′ |
| 26.        | Gedackt               | 08′ |
| 27.        | Prinzipal (= Nr. 11)  | 08′ |
| 28.        | Spitzgamba (= Nr. 13) | 08′ |
| 29.        | Blockflöte (= Nr. 15) | 04′ |
| 30.        | Dulzian (= Nr. 20)    | 16′ |
| 31.        | Trompete (= Nr. 21)   | 08′ |
| 32.        | Schalmey              | 04′ |

- Koppeln: I/II, III/II; II/III; I/P, II/P, III/P